# Shipu
Das Buch Shipu (chinesisch 食谱 „Speisekarte“) von Wei Juyuan (韦巨源) aus der Zeit der Tang-Dynastie wird in der chinesischen Literatur unter vier verschiedenen gleichberechtigten Namen angeführt:
- Shipu (食谱 „Speisekarte“)
- Shaowei shidan (烧尾食单 „Speisekarte des Shaowei-Banketts“)
- Wei Juyuan shipu (韦巨源食谱 „Speisekarte des Wei Juyuan“)
- Shaoweiyan shidan (烧尾宴食单 „Speisekarte des Shaowei-Banketts“)

Darin sind ein Teil der Gerichte eines Shaowei-Banketts (烧尾宴) aufgezeichnet, eines Festessens am kaiserlichen Hof in der Ära Zhongzong der Tang-Dynastie, das der Beamte Wei Juyuan 韦巨源 gab, als er zum Minister (mit dem Beamtentitel eines "shangshu zuopuye 尚书左仆射") befördert wurde.
Insgesamt sind darin 58 Gerichte beschrieben und ihre Zubereitung wird kurz erläutert. 
Für die Erforschung der Küche der Zeit der Tang-Dynastie liefert es wichtiges Material.

## Überlieferung durch das Qingyilu
Es ist in dem Werk namens Qingyi lu (清异录), Abschnitt Zhuanxiumen (馔羞门), enthalten, einer von Tao Gu (陶谷) aus der Song-Dynastie zusammengestellten Anekdotensammlung (die wiederum im Baoyantang miji 宝颜堂秘笈 gedruckt wurde). 

## Drucke und moderne Ausgaben
In mehreren alten Büchersammlungen enthalten, auch in der modernen japanischen Buchreihe Chugoku shokkei sosho.